# Казе Каталани (Ређо Емилија)
Казе Каталани је насеље у Италији у округу Ређо Емилија, региону Емилија-Ромања.
Према процени из 2011. у насељу је живело 19 становника. Насеље се налази на надморској висини од 126 м.